# Around the World (Red Hot Chili Peppers)
Around the World är en låt av "Red Hot Chili Peppers". Låten återfinns på albumet Californication, släppt 1999 som andra singel från albumet. Låten skrevs till stor del av gitarristen John Frusciante och utöver bandet spelar även Greg Kurstin keyboard samt omnichord tillsammans med Frusciante och Flea. 

## Texten
Texten behandlar turnélivet och inspirerades delvis av Roberto Benignis komedi Livet är Underbart från 1997, vars titel förekommer i texten. På grund av svordommar i texten hindrades låten från att spelas på vissa radiostationer. I slutet av låten sjunger Kiedis "Ding dang, dong" vilket var ett resultat av idétorka, men som bandet valde att behålla då Fleas dotter Clara tyckte om det.

## Musikvideon
Musikvideo regisserades av den franske Stéphane Sednaoui som bandet arbetat med tidigare till låtar som Give it Away och Breaking the Girl.

## I populärkultur
- En editerad version av låten användes vid premiären av Disneylands bergochdalbana California Screamin'
- 2010 användes låten i den japanska mangaserien Beck.[3][2]